# زواج المثليين في النمسا
أصبحت زواج المثليين قانونيًا في النمسا منذ 1 يناير 2019، بعد صدور قرار من المحكمة الدستورية النمساوية في ديسمبر 2017. كما قننت البلاد الشراكات المسجلة (بالألمانية: Eingetragene Partnerschaft) منذ 1 يناير 2010.

## المساكنة غير المسجلة
في 24 تموز/يوليو 2003، أعطت المحكمة الأوروبية لحقوق الإنسان قرارها في قضية كارنر ضد النمسا، التي قُدمت في 24 تموز/يوليو 1997. وقد تم الالتجاء إلى المحكمة ضد مقدم الطلب، الذي توفي في عام 2000 أثناء النظر في القضية، في عام 1995 من قبل مالك المبنى الذي أراد إنهاء عقد الإيجار بعد وفاة شريك كارنر المثلي. ينص القانون النمساوي على أن أفراد العائلة لهم الحق في وراثة عقد الإيجار. وفي الوقت الذي رفضت فيه المحاكم الدنيا القضية في البداية، حكمت المحكمة الدستورية في النمسا لصالح المالك، قائلة إن مفهوم «مرافق الحياة» (بالإنجليزية: life companion)(بالألمانية: Lebensgefährte) ينطبق فقط على الشركاء المغايرين. اعتبرت المحكمة الأوروبية لحقوق الإنسان هذا الحكم انتهاكا لأحكام مكافحة التمييز في الاتفاقية الأوروبية لحقوق الإنسان. ومنذ صدور هذا القرار، يحق للشركاء المثليين المتساكنين معا الحصول على نفس الحقوق التي يتمتع بها الشركاء المغايرون غير المتزوجين المتساكنين معا.

## الشراكات المسجلة
خلال هذه الفترة، الحزب الديمقراطي الاجتماعي النمساوي (SPÖ) وحزب الخضر في المعارضة في حين كان يقود الحكومة حزب الشعب النمساوي المحافظ (ÖVP). دعا كل من حزبي يسار الوسط إلى الاعتراف بالشراكات المثلية. أولاً، في يونيو 2004، اقترح الخضر "Zivilpakt" على غرار ميثاق التضامن المدني الفرنسي (PACS). في ديسمبر 2004، تبنى الحزب الديمقراطي الاجتماعي (SPÖ) قرارًا سياسيًا رئيسيًا حول مسألة المعاملة المتساوية للأزواج من نفس الجنس. بالإضافة إلى الدعوة إلى تقنين الشراكات المسجلة، دعم الحزب التحقيق في فتح الزواج للأزواج المثلية. في مايو 2005، أصبح حزب الخضر أول حزب كبير يدعو صراحة لتشريع زواج المثليين. أشاد الخضر باستفتاء يونيو 2005 في سويسرا الذي يشرع الشراكات المسجلة ودعا إلى المساواة في الحقوق في النمسا. في أبريل 2006،  تابع فرع الحزب الديمقراطي الاجتماعي النمساوي (SPÖ) في فيينا حزب الخضر في الدعوة صراحة إلى تقنين الزواج وتبني الأطفال من قبل الشركاء المثلية.

### تشريع الشراكات المسجلة
في أعقاب انتخابات أكتوبر 2006، خلف حكومة شوسل المحافظة حكومة ائتلاف بين حزبي الحزب الديمقراطي الاجتماعي النمساوي وحزب الشعب النمساوي في 11 يناير 2007.
في ورقة «وجهات نظر» الصادرة عن حزب الشعب النمساوي (ÖVP) في 1 أكتوبر 2007، أعلن الائتلاف دعمه للشراكات المسجلة، على غرار النموذج السويسري.
تم إصدار مسودة متفق عليها في أواخر أكتوبر/تشرين الأول 2007، مما كان سيعطي الشركاء المثليين في شراكة مسجلة تقريباً نفس الحقوق التي يتمتع بها الأزواج المغايرون، باستثناء حقوق التبني. كان من المخطط أن يتم تقديم مشروع قانون الشراكة المسجلة 2008، المستند إلى النموذج السويسري، إلى البرلمان في سبتمبر 2008، ولكن، مع انهيار حكومة الائتلاف بين حزبي الحزب الديمقراطي الاجتماعي النمساوي وحزب الشعب النمساوي وإجراء انتخابات مبكرة في 28 سبتمبر 2008، وتأخر تقديم مشروع القانون. وشهد الحزبان خسائر فادحة في الانتخابات ولكنهما استمرا في تحالفهما في ظل المستشار الجديد فيرنر فايمان (عن الحزب الديمقراطي الاجتماعي النمساوي).
في فبراير/شباط 2009، أنشأت وزيرة الداخلية النمساوية، ماريا فيكر (عن حزب الشعب النمساوي)، مجموعة عمل، دعت الوفود من جميع منظمات حقوق المثليين النمساويين إلى إجراء محادثات، بما في ذلك جمعية 'هيئة لامدا القانونية' (بالألمانية: Rechtskomitee Lambda)
(بالإنجليزية: Lambda Legal Committee)
، جمعية 'الفهود الوردية واللافندر' (بالألمانية: RosaLila PantherInnen) (بالإنجليزية: pink and lavender panthers)، و'هوسي لينتز وسالزبورغ وتيرول وفيينا' (بالألمانية: HOSI Linz Salzburg Tyrol Vienna)، بشأن مسألة الاعتراف بالشراكة المسجلة للشركاء المثليين. أعلنت ماريا فيكتر أن مشروع قانون الشراكة المسجلة (بالألمانية: Eingetragene Partnerschaft) سيتم تقديمه وتنفيذه في خريف عام 2009 وسوف يصبح قانونًا في 1 يناير 2010.
وفي 12 أكتوبر/تشرين الأول 2009، حث حزب الخضر - البديل الخضر الحكومة على الوفاء بوعدها بأن يكون قد تم تنفيذ الشراكات المسجلة بحلول كانون الثاني/يناير 2010 مع قول المتحدث باسم العدالة في الحزب ألبرت شتاينهاوزر بأن الوقت ينفد بالنسبة للقانون المقترح. ودعا الحزب أيضا إلى فتح الزواج للشركاء المثليين. وفي اليوم التالي، أعلنت وزيرة العدل النمساوية كلاوديا بَديون-أورتنر أنه سيتم الإعلان عن قانون شراكة مسجلة «في غضون أسابيع قليلة». وذكرت أن مثل هذا القانون في طور الصياغة، حيث لا تزال بعض جوانبه موضع نزاع. كان هناك مجال من التنازع حول ما إذا كانت الشراكات المسجلة يجب أن تتضمن احتفالا في السجل المدني في البلدية.
في 11 نوفمبر 2009، قدمت وزيرة العدل كلوديا باندون-أورتنر عن حزب الشعب النمساوي مشروع قانون، رفضه الحزب الديمقراطي الاجتماعي النمساوي، لأنه لم تتضمن الاحتفالات في السجل المدني في البلدية.
في 17 نوفمبر 2009، وافقت الحكومة على مشروع قانون الشراكة المسجلة، الذي اقترحه وزيرة العدل. ينص مشروع القانون على حقوق متساوية في العمل والهجرة والمعاشات التقاعدية والضرائب والقانون المدني للشركاء المثليين تماما كالأزواج المغايرين. تسمح أيضًا لشخص ما بتغيير لقبه لمطابقة شريكه واتخاذ لقب مشترك. تم تمرير مشروع القانون في 10 ديسمبر من قبل المجلس الوطني، وهو المجلس الأدنى في البرلمان، في تصويت 110 صوتا لصالحه و64 صوتا ضده (110-64). صوّت الحزبان الحاكمان لصالحه، في حين صوت حزب الحرية النمساوي ضد وصوت أغلب الخضر وتحالف من أجل مستقبل النمسا ضد. اعتبر الخضر خطوة في الاتجاه الصحيح، لكنهم اعتقدوا أنها لم تذهب بعيدا بما فيه الكفاية. في 18 ديسمبر، تم تمريره من قبل المجلس الاتحادي (بالألمانية: Bundesrat)، وهو المجلس الأدنى في غرفتي البرلمان، في تصويت 44 صوتا لصالحه و8 صوتا ضده (44-8). في 30 ديسمبر، تم نشر القانون في الجريدة الرسمية الفيدرالية رقم 135/2009، ودخل حيز التنفيذ في 1 يناير 2010. في 4 يناير 2010، تم تسجيل أول أربعة أزواج مثلية في الشراكات في فيينا.
| الحزب                               | صوت لصالح | صوت ضد |
| ----------------------------------- | --------- | ------ |
| الحزب الديمقراطي الاجتماعي النمساوي | 54        | –      |
| حزب الشعب النمساوي                  | 51        | –      |
| حزب الحرية النمساوي                 | –         | 30     |
| تحالف من أجل مستقبل النمسا          | 3         | 17     |
| الخضر                               | 2         | 17     |
| العدد الإجمالي                      | 110       | 64     |

قامت جمعية 'هيئة لامدا القانونية' (بالألمانية: Rechtskomitee Lambda)
ببيان الاختلافات ال72 بين الشراكات المسجلة والزواج. تقدم شريكان مغايران بطلب شراكة مسجلة في فبراير 2010، على الرغم من أن التشريع تم إنشاؤه خصيصًا للشركاء المثليين. كانت القضية موضوعية نتيجة لقرار المحكمة الدستورية في ديسمبر 2017 لصالح زواج المثليين (انظر أدناه لمزيد على التفاصيل). ووجد الحكم أن تقييد الشراكات المسجلة للشراكاء المثليين تمييزي وينص على أن للشركاء المغايرين الحق في الدخول في شراكة مسجلة اعتبارًا من 1 يناير 2019.

### توسيع حقوق الشراكات المسجلة
في يناير 2013، حكمت المحكمة الدستورية في النمسا بأن قانون الشراكات المسجلة كان غير دستوري جزئيًا، موسعاً حقوق الشراكات المسجلة. في 19 فبراير/شباط 2013، حكمت المحكمة الأوروبية لحقوق الإنسان في قضية X و آخرون ضد النمسا بأنه يحق لأحد الشريكين تبني الطفل البيولوجي للشريك الآخر. في 5 يوليو 2013، صوت البرلمان النمساوي على قانون تعديل التبني 2013 (بالألمانية: Adoptionsrechts-Änderungsgesetz 2013)، مما يسمح لأحد الشريكين بتبني الطفل البيولوجي للشريك الآخر. دخل القانون حيز التنفيذ في 1 أغسطس 2013.
في يناير/كانون الثاني 2015، وجدت المحكمة الدستورية في النمسا أن القوانين الحالية بشأن التبني غير دستورية وأمرت بتغيير القوانين بحلول 31 ديسمبر 2015 للسماح بالتبني المشترك من قبل الشركاء المثليين. في 30 أكتوبر 2015، أعلن وزير العدل أنه لن يتم فرض الحظر مما يسمح لقرار المحكمة بإلغاء حظر التبني المشترك للشركاء المثليين بدخول حيز التنفيذ بشكل تلقائي منذ 1 يناير 2016.
في يونيو/حزيران 2013، في الفترة التي سبقت انتخابات ذلك العام، نشر الحزب الليبرالي الذي تم إنشاءه حديثا 'نيوس - الفوروم النمساوي الجديد والليبرالي' (NEOS) ورقة مواقف تتعلق بالسياسات تشمل دعم الحقوق المتساوية الكاملة للشراكات المسجلة، بما في ذلك حقوق التبني.
استمرت الحكومة الائتلافية بين حزبي الحزب الديمقراطي الاجتماعي النمساوي وحزب الشعب النمساوي في أعقاب انتخابات سبتمبر 2013. على الرغم من قيام SPÖ بحملة على منصة تتضمن حقوق المثليين خلال الحملة الانتخابية، إلا أن اتفاقية التحالف لم تتضمن أي إجراءات لتوسيع حقوقهم، وذلك بسبب معارضة حزب الشعب النمساوي المحافظ.
في أواخر سبتمبر 2016، اتفقت الوزارات الثلاث التي يترأسها حزب الشعب النمساوي على إزالة فرقتين بارزتين بين الشراكات المسجلة والزواج: سيكون من الممكن تسجيل شراكة في في السجل المدني في البلدية بدلاً من سلطات المقاطعة (بالألمانية: Bezirkshauptmannschaften)، وسيكون للشريكين في شراكة مسجلة سيكون لهما «اسم العائلة» (بالألمانية: Familienname) بدلا من «كنية» (بالألمانية: Nachname)، التي أنشئت خصيصا للشراكات المسجلة. بعد موافقة مجلس الوزراء في 22 نوفمبر 2016 والبرلمان في 15 ديسمبر، دخل القانون حيز التنفيذ في 1 أبريل 2017. تمت الموافقة على قانون رفع القيود والتبني 2016 (بالألمانية: Deregulierungs- und Anpassungsgesetz 2016)، والتي تضمنت العديد من التغييرات الأخرى غير ذات الصلة مثل التغييرات في قانون السلاح، من قبل كل من الحزبين الحاكمين و'نيوس - الفوروم النمساوي الجديد والليبرالي' (NEOS) وعارضها حزب الحرية النمساوي، والخضر و 'حزب فريق ستروناتش'. انتقدت أحزاب المعارضة خلط المسائل القانونية غير ذات الصلة في قانون واحد.

## زواج المثليين
بعد صدور قرار من المحكمة الدستورية في ديسمبر 2017، سيصبح زواج المثليين قانونيًا اعتبارًا من 1 يناير 2019، ما لم يعدل البرلمان النمساوي قوانين الزواج قبل ذلك.

### التاريخ
شهدت النمسا لأول مرة أول زواج من نفس الجنس في عام 2006 عندما منحت المحكمة الدستورية لامرأة متحولة جنسيا الحق في تغيير جنسها القانوني إلى أنثى بينما بقيت متزوجة من زوجتها. أبطلت المحكمة اللوائح التي تطلبت من المتحولين جنسيا المتزوجين بالطلاق قبل الاعتراف بنوع جنسهم الجديد قانونيا.
في 20 نوفمبر 2013، قدم حزب الخضر المعارض مشروع قانون إلى البرلمان من شأنه أن يشرع زواج المثليين. تم إرسالها إلى اللجنة القضائية في 17 ديسمبر 2013، ولكن تم تأجيلها من قبل الائتلاف الحاكم. كان من المقرر مناقشة مشروع القانون في خريف 2014.
وفي عام 2013، قُدمت دعوى أمام المحكمة الدستورية من زوجين مثليين تزوجا في هولندا ومقيمان في النمسا، أرادا أن يتزوجا بموجب القانون النمساوي لإزالة أوجه عدم اليقين فيما يتعلق بوضعهما العائلي. تم رفض القضية في 12 مارس 2014.
في 18 يونيو 2015، رفض البرلمان اقتراح الخضر الذي يتطلب من الحكومة إدخال تشريع زواج المثليين. من بين 136 نائب، صوت 26 منهم لصالحه وصوت 110 منهم ضد الاقتراح (26-110). صوت الحزب الديمقراطي الاجتماعي النمساوي (SPÖ) ضد، مشيرًا إلى أن شريكه الائتلافي حزب الشعب النمساوي ÖVP يعارض زواج المثليين. أيد و'نيوس - الفوروم النمساوي الجديد والليبرالي' (NEOS) (باستثناء عضو البرلمان كريستوف فافريك القرار)، في حين انضم حزب فريق ستروناتش وحزب الحرية النمساوي إلى الحزبين الحاكمين في معارضة القرار.
في وقت لاحق، تم إطلاق مبادرة «المساواة في الزواج» (بالألمانية: Ehe Gleich!) لطلب إعادة النظر في تشريع زواج المثليين من قبل البرلمان. بدأت لجنة الالتماسات التابعة للمجلس الوطني النظر في المبادرة في 17 نوفمبر 2015، ودعت المبادرة كلا من وزارة العدل، بقيادة الوزير فولفغانغ براندستيتير (عن حزب الشعب النمساوي) ووزارة الأسرة، بقيادة الوزير صوفي كارماسين (عن حزب الشعب النمساوي) لتوضيح مواقفهم. إدعت وزارة العائلات أن هذه القضية تقع خارج نطاق مسؤوليتها، في حين قالت وزارة العدل إن فتح الزواج إلى الشركاء المثليين ليس ضروريًا. في تشرين الثاني 2015، رفعت مبادرة «المساواة في الزواج» "Ehe Gleich!" دعوى قضائية تتحدى حظر زواج المثليين. ورفضت المحكمة الإدارية في فيينا القضية في 21 كانون الأول/ديسمبر 2015. واستأنف المدّعون الأمر أمام المحكمة الدستورية. في 21 مارس 2016، تم الاستماع إلى قضية عن زواج المثليين في المحكمة الإدارية في ولاية النمسا العليا في لينتز. في 15 أبريل 2016، رفضت المحكمة القضية أيضًا.
في 30 حزيران/يونيو 2016، نظرت لجنة الالتماسات التابعة للمجلس الوطني في مبادرة «المساواة في الزواج» من جديد، والتي كانت قد طلبت من قبل موقف وزارات العدل والأسر التي يقودها حزب الشعب النمساوي، وطلبت مواقف وزارات أخرى يقودها الحزب. ردت وزارة الشؤون الاجتماعية، بقيادة الوزير ألويس ستوغر (الحزب الديمقراطي الاجتماعي النمساوي)، بشكل لا لبس فيه لصالح تشريع زواج المثليين. كما ردت وزارة الصحة والمرأة بزعامة الوزيرة سابين أوبرهاوزر (الحزب الديمقراطي الاجتماعي النمساوي). تبعت هذه الردود اتصالات أخرى من زملائهم الحزبين لتشريع زواج المثليين، في حين أن شريك الائتلاف حزب الشعب النمساوي ظل صامتا إلى حد كبير حول هذه القضية. ولكن، قدم المكتب الدستوري، بقيادة الوزير توماس دروزدا (الحزب الديمقراطي الاجتماعي النمساوي)، رداً مشابهاً للوزارات التي يقودها حزب الشعب النمساوي، بدلاً من التماشي مع ما رد به زملاؤه في الحزب الديمقراطي الاجتماعي النمساوي. وفي وقت لاحق، صرح مكتب المستشار الاتحادي كريستيان كيرن (الحزب الديمقراطي الاجتماعي النمساوي)، الذي كان في منصبه فقط لبضعة أشهر، أنه يجب تقنين زواج المثليين. بما أن المكتب الدستوري يقع تحت مكتب المستشار، فإن موقف الأخير قد حل محل موقف دروزدا الذي لم يتماشى مع وزراء الحزب الديمقراطي الاجتماعي النمساوي الآخرين.
في 6 أكتوبر 2016، نظرت لجنة الالتماسات مرة أخرى في مبادرة «المساواة في الزواج» (بالألمانية: Ehe Gleich!)، وقررت أن تطلب مقارنة قانونية دولية من وزارة الخارجية. وهذا ما عنى أن المبادرة ستبقى معلقة حتى كانون الثاني/يناير 2017 على الأقل. في 18 كانون الثاني/يناير 2017، طلبت اللجنة المعنية بالالتماسات الوطنية إبداء رأي من رابطة الموظفين المدنيين الوطنيين.
في مايو 2017، عندما دعي إلى إجراء انتخابات مبكرة في 15 أكتوبر 2017، اقترح الخضر مهلة صيفية لتقنين زواج المثليين. ولكن، رفضه البرلمان، مع دعم حزب 'نيوس - الفوروم النمساوي الجديد والليبرالي' (NEOS) فقط لمقترح الخضر.
في 30 حزيران/يونيو 2016، نظرت لجنة الالتماسات التابعة للمجلس الوطني في مبادرة «المساواة في الزواج» من جديد، والتي كانت قد طلبت من قبل موقف وزارات العدل والأسر التي يقودها حزب الشعب النمساوي، وطلبت مواقف وزارات أخرى يقودها الحزب. ردت وزارة الشؤون الاجتماعية، بقيادة الوزير ألويس ستوغر (الحزب الديمقراطي الاجتماعي النمساوي)، بشكل لا لبس فيه لصالح تشريع زواج المثليين. كما ردت وزارة الصحة والمرأة بزعامة الوزيرة سابين أوبرهاوزر (الحزب الديمقراطي الاجتماعي النمساوي). تبعت هذه الردود اتصالات أخرى من زملائهم الحزبين لتشريع زواج المثليين، في حين أن شريك الائتلاف حزب الشعب النمساوي ظل صامتا إلى حد كبير حول هذه القضية. ولكن، قدم المكتب الدستوري، بقيادة الوزير توماس دروزدا (الحزب الديمقراطي الاجتماعي النمساوي)، رداً مشابهاً للوزارات التي يقودها حزب الشعب النمساوي، بدلاً من التماشي مع ما رد به زملاؤه في الحزب الديمقراطي الاجتماعي النمساوي. وفي وقت لاحق، صرح مكتب المستشار الاتحادي كريستيان كيرن (الحزب الديمقراطي الاجتماعي النمساوي)، الذي كان في منصبه فقط لبضعة أشهر، أنه يجب تقنين زواج المثليين. بما أن المكتب الدستوري يقع تحت مكتب المستشار، فإن موقف الأخير قد حل محل موقف دروزدا الذي لم يتماشى مع وزراء الحزب الديمقراطي الاجتماعي النمساوي الآخرين.
في 6 أكتوبر 2016، نظرت لجنة الالتماسات مرة أخرى في مبادرة «المساواة في الزواج» (بالألمانية: Ehe Gleich!)، وقررت أن تطلب مقارنة قانونية دولية من وزارة الخارجية. وهذا ما عنى أن المبادرة ستبقى معلقة حتى كانون الثاني/يناير 2017 على الأقل. في 18 كانون الثاني/يناير 2017، طلبت اللجنة المعنية بالالتماسات الوطنية إبداء رأي من رابطة الموظفين المدنيين الوطنيين.
في مايو 2017، عندما دعي إلى إجراء انتخابات مبكرة في 15 أكتوبر 2017، اقترح الخضر مهلة صيفية لتقنين زواج المثليين. ولكن، رفضه البرلمان، مع دعم حزب 'نيوس - الفوروم النمساوي الجديد والليبرالي' (NEOS) فقط لمقترح الخضر.

### حكم المحكمة الدستورية
في 12 أكتوبر 2017، وافقت المحكمة الدستورية على النظر في إحدى القضايا التي تطعن في القانون الذي يحظر زواج المثليين. في 4 ديسمبر 2017، ألغت المحكمة الدستورية الحظر المفروض على زواج المثليين باعتباره غير دستوري. سيصبح زواج المثليين قانونيًا في 1 يناير 2019، ما لم يغير البرلمان القانون قبل ذلك التاريخ. كما يسمح الحكم للأزواج المشاركين في التحدي القانوني بالزواج على الفور. في 6 ديسمبر، أعلن الحزب الديمقراطي الاجتماعي النمساوي الذي قدم مشروع قانون لتشريع زواج المثليين في 9 نوفمبر 2017، أنه سيواصل الضغط من أجل الحصول على موافقته، على أمل السماح للشركاء المثليين بالزواج في وقت أقرب من 1 يناير 2019. في 13 ديسمبر 2017، تم تقديم مشروع قانون زواج المثليين من قبل نائب عن حزب 'نيوس - الفوروم النمساوي الجديد والليبرالي' نيكلوس شيراك. في 31 يناير 2018، قام نواب الحزب الديمقراطي الاجتماعي النمساوي بسحب مشروع قانونهم المذكور أعلاه وقدموا مشروع قانون جديد.
في سبتمبر 2018، بدأ وزير العدل جوزيف موسر الاستعدادات لتنفيذ الحكم، الذي من شأنه تشريع زواج المثليين وفتح الشراكات المسجلة للشركاء المغايرين. في نهاية المطاف، أصبح زواج المثليين قانونيًا في 1 يناير 2019، إذ لم يتخذ البرلمان أي إجراء لتشريعه قبل ذلك التاريخ.

### أولى حالات زواج المثليين
في 12 أكتوبر 2018، تم إجراء أول زواج مثلي وتسجيله في فيينا بين زوجتين مثليتين (وهما إحدى الأزواج الخمسة من المدعين الذين طعنوا في حظر زواج المثليين في المحكمة الدستورية في النمسا). وعلى خلاف الأزواج الآخرين (الذين انتظروا حتى 1 يناير 2019)، سمحت المحكمة الدستورية للأزواج من المدعين بالزواج فور صدور حكمهما بتشريع زواج المثليين.
وبعد أيام من دخول حكم المحكمة الدستورية بشأن زواج المثليين حيز التتفيذ، أخبرت وزارة الداخلية مراكز التسجيل في البلاد بعدم تسجيل زواج المثليين إذا جاء أحد أو كلا الزوجين من بلد لم يشرع زواج المثليين.

### إحصائيات
في الأسابيع الثلاثة الأولى من عام 2019، تزوج 15 من الأزواج المثليين والمثليات في النمسا.

## الرأي العام
أظهر استطلاع للرأي أجراه الاتحاد الأوروبي في عام 2006، والذي شمل ما يصل إلى 30,000 شخص، دعم زواج المثليين بين النمساويين بنسبة 49% (الذي كان أعلى من متوسط الاتحاد الأوروبي البالغ 41%).
أظهر استطلاع أجرته جريدة «دير ستاندارد»
(بالألمانية: Der Standard) في أحد الأسواق في نوفمبر 2013 أن 61% يؤيدون زواج المثليين (41% يؤيدون بشكل كامل، 20٪ يميلون إلى الدعم)، في حين أن 33% كانوا يعارضونه (15% يعارضون بشكل كامل، و 18% يميلون إلى الاعتراض). تم تأييد تبني المثليين للأطفال بنسبة 56% (35% يؤيدون بالكامل، 21% يميلون إلى التأييد) وعارض ذلك 37% (22% يعارضون بشكل كامل، و 15% يميلون إلى الاعتراض).
أظهر استطلاع أجرته «هيئة الإذاعة والتلفزة النمساوية» (بالألمانية: ORF) في أحد الأسواق في شهر مايو 2014 أن 73% يؤيدون زواج المثليين (48% يؤيدون بالكامل، و 25% يميلون إلى الدعم، و 9% يعارضونه و 15% يعارضونه بالكامل)، في حين أن 3٪ لم يجيبوا. كان الدعم أعلى بين النساء والشباب.
وجد استطلاع يوروباروميتر لعام 2015 أن 62% من النمساويين يعتقدون أنه يجب السماح بزواج المثليين في جميع أنحاء أوروبا، وكان 32% ضد ذلك.
وجد استطلاع أجرته في يوليو / تموز 2017 جريدة «إسترايتش» (بالألمانية: Österreich) أن 59% من النمساويين يؤيدون زواج المثليين و 25% ضد ذلك، في حين أن 16% لم يجيبوا. وجد الاستطلاع أيضًا أن 79% من ناخبي حزب 'نيوس - الفوروم النمساوي الجديد والليبرالي' (NEOS) يؤيدون زواج المثليين، مثلما فعل 73% من ناخبي حزب الخضر، و 71٪ من ناخبي الحزب الديمقراطي الاجتماعي النمساوي، و 56% من ناخبي حزب الشعب النمساوي، و 46% من ناخبي حزب الحرية النمساوي.
أظهر استطلاع أجراه مركز بيو للأبحاث خلال الفترة الممتدة ما بين أبريل وأغسطس من عام 2017 ونُشِرَ في مايو 2018، أن 72% من النمساويين يؤيدون زواج المثليين، ونسبة 25% يعارضونه و 3% لا يعرفون أو يرفضون الإجابة. وعند تقسيم ممن شملهم الاستطلاع تبعاً للدين؛ فإن نسب تأييد حق زواج المثليين توزعت بنسبة 87% من الأشخاص غير المرتبطين بأي دين، 86% من المسيحيين غير الممارسين للشعائر الدينية 42% من المسيحيين المرتادين للكنائس.
وجد استطلاع في سبتمبر 2018 أجرته جريدة «أوسترايش» (بالألمانية: Österreich) أن 74% من النمساويين يؤيدون زواج المثليين و 26% ضد.